# Maubray
 Maubray  is een dorp in de Belgische provincie Henegouwen, en een deelgemeente van de Waalse stad Antoing.
Maubray was een zelfstandige gemeente, tot die bij de gemeentelijke herindeling van 1977 toegevoegd werd aan de gemeente Antoing.

## Bezienswaardigheden
- De Moulin du Maugré, een windmolenrestant uit de 19e eeuw.
- De Moulin du Rosoir de Péronnes, een windmolenrestant uit de 19e eeuw.
- De Sint-Amanduskerk (Église Saint-Amand), in neoclassicistische stijl herbouwd in 1856 met een 18e-eeuwse classicistische toren.

## Natuur en landschap
Maubray ligt aan het Kanaal Pommerœul-Antoing, aan de autoweg E42 en nabij de TGV-lijn van Brussel naar Parijs. De hoogte bedraagt 42-58 meter.

## Demografische ontwikkeling
- Bronnen:NIS, Opm:1831 tot en met 1970=volkstellingen, 1976= inwoneraantal op 31 december

## Nabijgelegen kernen
Péronnes-lez-Antoing, Fontenoy, Vezon, Wasmes, Callenelle

## Externe links

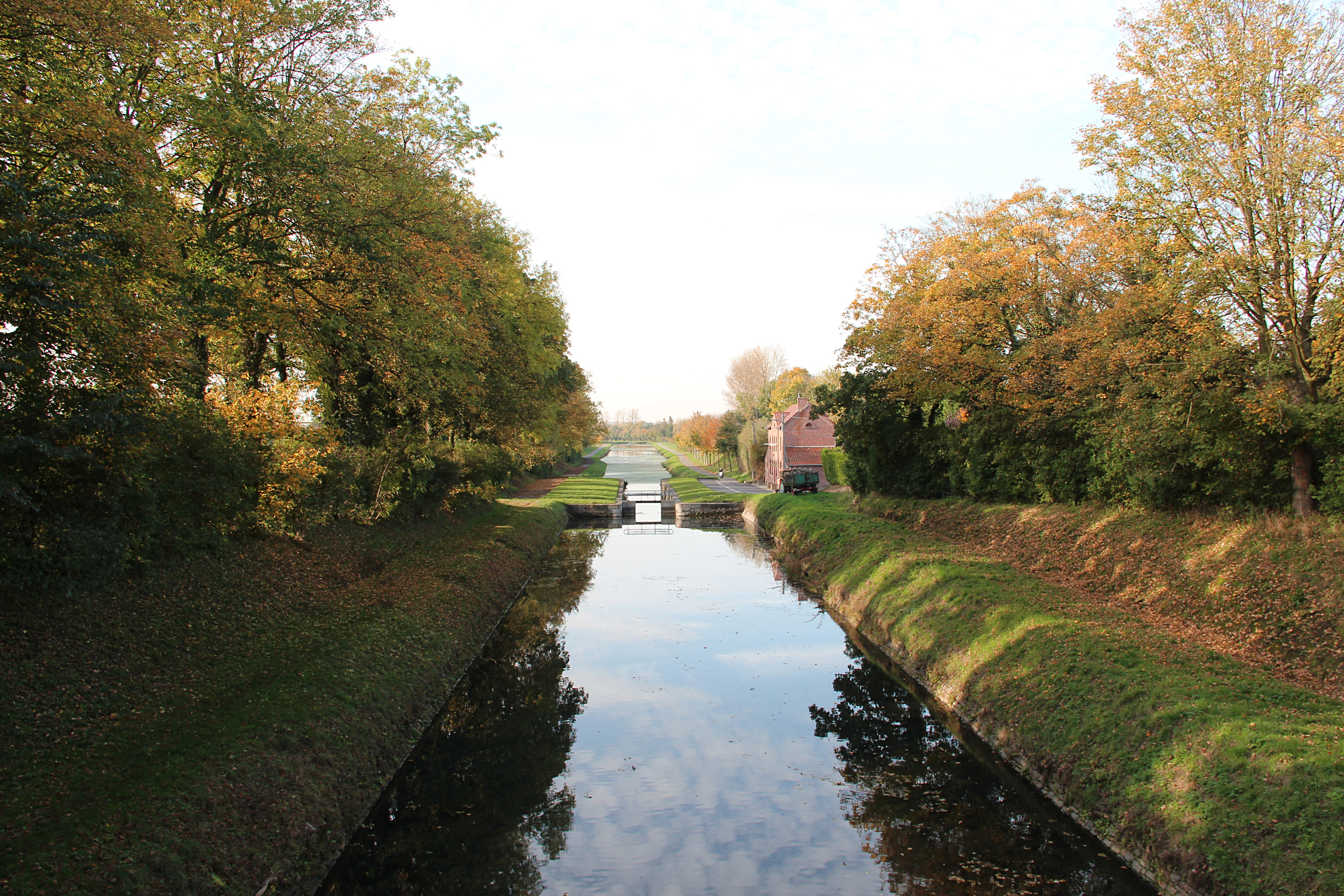
Kanaal Pommerœul-Peronnes (1823-1826) en sluis van Maubray.